# Amanda Seyfriedová

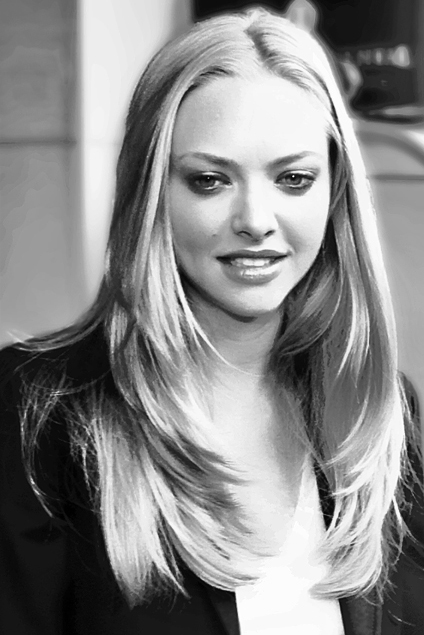
Amanda Seyfriedová, 2009

Amanda Seyfriedová (nepřechýleně Seyfried; * 3. prosince 1985 Allentown, Pensylvánie, USA) je americká herečka a zpěvačka. Svou hereckou kariéru zahájila v patnácti letech, kdy se začala účinkovat ve vedlejší roli v telenovele As the World Turns (1999–2001). Pozornosti se jí dostalo díky filmovému debutu v komedii Protivný sprostý holky (2004) a rolemi v mysteriózním seriálu Veronica Mars (2004–2006) a v dramatickém seriálu Velká láska (2006–2011).
Seyfriedová si zahrála v řadě filmů, včetně Mamma Mia! (2008) a jeho pokračování Mamma Mia! Here We Go Again (2018), Jennifer's Body – Bacha, kouše! (2009), Milý Johne (2010), Dopisy pro Julii (2010), Červená Karkulka (2011), Vyměřený čas (2011), Bídníci (2012), Všechny cesty vedou do hrobu (2014), Méďa 2 (2015) a Zoufalství a naděje (2017).
Za ztvárnění herečky Marion Davies v životopisném filmu Mank (2020), režiséra Davida Finchera, získala uznání kritiků a nominace na Oscara a Zlatý glóbus za nejlepší herečku ve vedlejší roli. Za hlavní roli podnikatelky Elizabeth Holmesové v minisérii Kauza Theranos (2022) společnosti Hulu získala Zlatý glóbus a cenu Emmy za nejlepší herečku v hlavní roli v minisérii. V roce 2022 byla časopisem Time zařazena na seznam 100 nejvlivnějších lidí světa.

## Osobní život
Amanda Seyfriedová se narodila v Allentownu v Pensylvánii dne 3. prosince 1985. Je německého původu. Matka Anne se živí jako pracovní terapeutka a otec Jack Seyfried je lékárník. Má starší sestru Jennifer, která je hudebnicí ve Filadelfii, kde řídí rockovou kapelu Love City. V roce 2003 absolvovala na univerzitě Allentown's William High School.
Trpěla úzkostí a panickými záchvaty. Měla trému, a proto si až do dubna 2015 nezahrála v divadelním představení.
Tři roky chodila se svým kolegou z Mamma Mia!, Dominicem Cooperem. Od roku 2013 do roku 2015 chodila s hercem Justinem Longem. V roce 2016 začala chodit s hercem Thomasem Sadoskim. Pár oznámil zasnoubení 12. září 2016, v březnu 2017 uzavřeli sňatek. 24. března 2017 bylo oznámeno, že se páru narodila první dcera Nina Seyfried Sadoski.
Dne 29. září 2020 oznámili přes instagram prostřednictvím charitativní organizace Inara a War Child že se jim narodil syn Thomas.

## Kariéra

### Začátek kariéry (1996–2006)
Jako modelka se objevila spolu s herečkou Leighton Meesterovou v reklamě na oblečení firmy Limited Too. S modelingem přestala v 17 letech a začala pracovat jako servírka. Seyfriedová chodila na hodiny zpěvu, studovala operu a v mládí ji vyučoval broadwayský učitel.
V roce 2003 se pokoušela o získání role Reginy George ve filmu Protivný sprostý holky, kterou nakonec ztvárnila Rachel McAdamsová. Producenti ji nakonec obsadili do role hloupoučké kamarádky Karen Smith. Film měl obrovský úspěch a vydělal přes 129 milionů dolarů. Spolu s herečkami získala za film Filmovou cenu MTV v kategorii nejlepší tým na filmovém plátně. Během let 2004–2006 hrála vedlejší roli v seriálu Veronica Mars. Původně se ucházela o hlavní roli, tu však získala Kristen Bellová.
V roce 2005 si zahrála hlavní roli Samanthy ve filmu Nine Lives. Ve stejném roce hrála vedlejší roli Mouse v nezávislém seriálu American Gun. V roce 2006 se objevila v pěti dílech seriálu Wildfire v roli Rebeky a zahrála si hlavní roli v krátkometrážním filmu Gypsies, Tramps & Thieves režiséra Andrea Janakas.

## Filmografie

### Film
| Rok  | Název                                    | Role                   | Poznámky                 |
| ---- | ---------------------------------------- | ---------------------- | ------------------------ |
| 2004 | Protivný sprostý holky                   | Karen Smith            |                          |
| 2005 | Nine Lives                               | Samantha               |                          |
| 2005 | Americká zbraň                           | Mouse                  |                          |
| 2006 | Alpha Dog                                | Julie Beckley          |                          |
| 2006 | Gypsies, Tramps & Thieves                | Chrissy                | krátkometrážní           |
| 2008 | Slunovrat                                | Zoe                    |                          |
| 2008 | Mamma Mia!                               | Sophie Sheridan        |                          |
| 2008 | Official Selection                       | Emily                  | krátkometrážní           |
| 2009 | Boogie Woogie                            | Paige Oppenheimer      |                          |
| 2009 | Jennifer's Body – Bacha, kouše!          | Anita „Needy“ Lesnicki |                          |
| 2009 | Pokušení                                 | Chloe Sweeney          |                          |
| 2010 | Milý Johne                               | Savannah Curtis        |                          |
| 2010 | Dopisy pro Julii                         | Sophie Hall            |                          |
| 2011 | Červená Karkulka                         | Valerie                |                          |
| 2011 | A Bag of Hammers                         | Amanda                 |                          |
| 2011 | Vyměřený čas                             | Sylvia Weis            |                          |
| 2012 | Zmizelá                                  | Jill Conway            |                          |
| 2012 | Bídníci                                  | Cosette                |                          |
| 2013 | The End of Love                          | sama sebe              | cameo                    |
| 2013 | Velká svatba                             | Missy O'Connor         |                          |
| 2013 | Království lesních strážců               | Mary Katherine (hlas)  |                          |
| 2013 | Lovelace: Pravdivá zpověď královny porna | Linda Lovelace         |                          |
| 2014 | Všechny cesty vedou do hrobu             | Louise                 |                          |
| 2014 | Dog Food                                 | Eva                    | krátkometrážní           |
| 2014 | Dokud jsme mladí                         | herečka                |                          |
| 2015 | Otcové a dcery                           | Katie                  |                          |
| 2015 | Méďa 2                                   | Samantha Jackson       |                          |
| 2015 | Unity                                    | vypravěčka             | dokumentární             |
| 2015 | Pan                                      | Mary Darling           |                          |
| 2015 | Trable o Vánocích                        | Ruby                   |                          |
| 2017 | The Last Word                            | Anne Sherman           | také výkonná producentka |
| 2017 | The Clapper                              | Judy                   |                          |
| 2017 | Zoufalství a naděje                      | Mary                   |                          |
| 2018 | Gringo: Zelená pilule                    | Sunny                  |                          |
| 2018 | Anon                                     | Dívka                  |                          |
| 2018 | Holy Moses                               | Mary                   | krátkometrážní           |
| 2018 | Mamma Mia! Here We Go Again              | Sophie Sheridan        |                          |
| 2019 | Umění tančit v dešti                     | Eve Swift              |                          |
| 2020 | You Should Have Left                     | Susanna                |                          |
| 2020 | Scoob!                                   | Daphne Blake (hlas)    |                          |
| 2020 | Mank                                     | Marion Davies          |                          |
| 2021 | Co jsme viděli, co jsme slyšeli?         | Catherine Claire       |                          |
| 2021 | A Mouthful of Air                        | Julie Davis            | také producentka         |
| 2023 | Seven Veils                              | Jeanine                |                          |
| 2024 | I Don't Understand You                   | Candice                |                          |

### Televize
| Rok       | Název                                     | Role                      | Poznámky                              |
| --------- | ----------------------------------------- | ------------------------- | ------------------------------------- |
| 1999–2001 | As the World Turns                        | Lucinda „Lucy“ Montgomery | hlavní role                           |
| 2002–2003 | All My Children                           | Joni Stafford             | 3 díly                                |
| 2004      | Zákon a pořádek: Útvar pro zvláštní oběti | Tandi McCain              | díl: „Znásilněná“                     |
| 2004–2006 | Veronica Mars                             | Lilly Kane                | vedlejší role, 11 dílů                |
| 2005      | Dr. House                                 | Pam                       | díl: „Absťák“                         |
| 2006      | Wildfire                                  | Rebecca                   | vedlejší role, 5 dílů                 |
| 2006      | Kriminálka Las Vegas                      | Lacey Finn                | díl: „Rašomáma“                       |
| 2006      | Spravedlnost                              | Ann Diggs                 | díl: „Pretty Woman“                   |
| 2006–2011 | Velká láska                               | Sarah Henrickson          | vedlejší role, 44 dílů                |
| 2008      | Americký táta                             | Amy (hlas)                | díl: „Útěk z Pearl Bailey“            |
| 2014      | Cosmos: A Spacetime Odyssey               | Marie Tharp (hlas)        | díl: „The Lost World of Planet Earth“ |
| 2017      | Twin Peaks                                | Becky Burnett             | 4 díly                                |
| 2018      | Griffinovi                                | Ellie (hlas)              | díl: „Psí námluvy“                    |
| 2022      | Kauza Theranos                            | Elizabeth Holmesová       | minisérie; hlavní role                |
| 2023      | Přeplněný pokoj                           | Rya Goodwin               | hlavní role                           |
| 2024      | Simpsonovi                                | Dr. Lori Spivak           | díl: „Frinkensteinovo monstrum“       |

### Ocenění a nominace
| Rok  | Ocenění                                     | Kategorie                                      | Práce                  | Výsledek       |
| ---- | ------------------------------------------- | ---------------------------------------------- | ---------------------- | -------------- |
| 2005 | Gotham Awards                               | Nejlepší obsazení                              | Nine Lives             | nominace       |
| 2005 | Locarno International Film Festival         | Bronze Leopard                                 | Nine Lives             | vítězství      |
| 2005 | MTV Movie Awards                            | Nejlepší tým na plátně                         | Protivný sprostý holky | vítězství      |
| 2009 | People's Choice Awards                      | Oblíbené obsazení                              | Mamma Mia!             | nominace       |
| 2009 | MTV Movie Awards                            | Průlomový ženský výkon                         | Mamma Mia!             | nominace       |
| 2010 | ShoWest                                     | Průlomová herečka roku                         |                        | vítězství      |
| 2010 | Teen Choice Awards                          | Nejlepší herečka: romantická komedie           | Dopisy pro Julii       | nominace       |
| 2010 | Teen Choice Awards                          | Nejlepší herečka: Drama                        | Milý Johne             | nominace       |
| 2010 | Teen Choice Awards                          | Nejlepší chemie ve filmu                       | Milý Johne             | nominace       |
| 2010 | MTV Movie Awards                            | Nejlepší ženský výkon                          | Milý Johne             | nominace       |
| 2010 | MTV Movie Awards                            | Nejstrašidelnější výkon                        | Jennifer's Body        | vítězství      |
| 2012 | National Board of Review of Motion Pictures | Nejlepší obsazení                              | Bídníci                | vítězství      |
| 2012 | Phoenix Film Critics Society Awards         | Nejlépe hrající obsazení                       | Bídníci                | nominace       |
| 2012 | San Diego Film Critics Society Awards       | Nejlepší výkon obsazení                        | Bídníci                | nominace       |
| 2012 | Satellite Awards                            | Nejlepší obsazení v celovečerním filmu         | Bídníci                | vítězství      |
| 2013 | Screen Actors Guild Awards                  | Nejlepší výkon obsazení celovečerního filmu    | Bídníci                | nominace       |
| 2016 | Zlaté maliny                                | Nejhorší ženský herecký výkon ve vedlejší roli | S láskou Cooperovi     | nominace       |
| 2019 | Zlaté maliny                                | Nejhorší ženský herecký výkon v hlavní roli    | The Clapper            | nominace       |
| 2020 | Boston Society of Film Critics Awards       | nejlepší ženský herecký výkon ve vedlejší roli | Mank                   | 2. místo místo |
| 2020 | Dallas–Fort Worth Film Critics Association  | nejlepší ženský herecký výkon ve vedlejší roli | Mank                   | vítězství      |
| 2020 | Chicago Film Critics Association            | nejlepší ženský herecký výkon ve vedlejší roli | Mank                   | nominace       |
| 2020 | Los Angeles Film Critics Association        | nejlepší ženský herecký výkon ve vedlejší roli | Mank                   | 2. místo místo |
| 2021 | AACTA Awards                                | nejlepší ženský herecký výkon ve vedlejší roli | Mank                   | nominace       |
| 2021 | Alliance of Women Film Journalists          | nejlepší ženský herecký výkon ve vedlejší roli | Mank                   | nominace       |
| 2021 | Critics' Choice Awards                      | nejlepší ženský herecký výkon ve vedlejší roli | Mank                   | nominace       |
| 2021 | London Film Critics Circle                  | nejlepší ženský herecký výkon ve vedlejší roli | Mank                   | nominace       |
| 2021 | Národní společnost filmových kritiků        | nejlepší ženský herecký výkon ve vedlejší roli | Mank                   | 2. místo místo |
| 2021 | Satellite Awards                            | nejlepší ženský herecký výkon ve vedlejší roli | Mank                   | vítězství      |
| 2021 | San Diego Film Critics Society              | nejlepší ženský herecký výkon ve vedlejší roli | Mank                   | 2. místo místo |
| 2021 | St. Louis Film Critics Association          | nejlepší ženský herecký výkon ve vedlejší roli | Mank                   | nominace       |
| 2021 | Zlatý glóbus                                | nejlepší ženský herecký výkon ve vedlejší roli | Mank                   | nominace       |